# Fritz Wider
Friedrich (Fritz) Wilhelm Wider (* 10. Oktober 1877 in Meimsheim; † 11. Februar 1965 in Stuttgart) war ein deutscher Politiker (DNVP).

## Leben
Wider war der Sohn des Apothekers und Fabrikanten Ferdinand August Wider (1830–1918). Nach dem Besuch der Volksschule in Meimsheim, der Lateinschule in Brackenheim und der Realanstalt in Stuttgart war Wider zwei Jahre lang in den Firmen seiner Eltern – einer chemischen Fabrik und einer Drogerie – tätig. Von 1896 bis 1897 gehörte Wider der Württembergischen Armee an. 1899 wurde er Mitglied der Landsmannschaft Germania Stuttgart. 1903 wurde er Leutnant der Reserve im Infanterie-Regiment „Kaiser Friedrich, König von Preußen“ (7. Württembergisches) Nr. 125. Anschließend studierte er Chemie an der Technischen Hochschule in Stuttgart. 1905 übernahm Wider gemeinsam mit seinem Bruder Ferdinand die Firma F.A. Wider, chemische Fabrik und Drogerie Wider. Bereits seit 1902 engagierte Wider sich politisch als Jungliberaler. Später wurde er Mitglied der nationalliberalen Deutschen Partei. 1910 heiratete er Marga Daser. Die Ehe blieb kinderlos und wurde 1923 geschieden.
Am 4. August 1914 zog Wider als Kompagnieführer in den Ersten Weltkrieg, in dem er bis zum Bataillonsführer befördert wurde. Außerdem erhielt Wider, der im Krieg sechsmal verwundet wurde, beide Klassen des Eisernen Kreuzes, den Friedrichs-Orden, das Ritterkreuz des Militärverdienstordens, das Hamburger Hanseatenkreuz und das Verwundetenabzeichen in Gold.
Nach der Heimkehr aus dem Krieg gründete Wider im November 1918 den Württembergischen Offiziersbund. Außerdem beteiligte er sich am Aufbau der Württembergischen Bürgerpartei, deren Kreisvorsitz in Stuttgart er auch übernahm, die schließlich in der Deutschnationalen Volkspartei (DNVP) aufging. In den Jahren 1918 bis 1920 gehörte Wider der verfassungsgebenden Landesversammlung von Württemberg an. Anschließend war er von 1919 bis 1933 Mitglied des Württembergischen Landtages.
Bei der Reichstagswahl vom September 1930 wurde Wider für die DNVP in den Reichstag gewählt, in dem er fortan den Wahlkreis 31 (Württemberg) vertrat. Nachdem sein Mandat bei den folgenden drei Reichstagswahlen bestätigt wurde, saß Wider knapp drei Jahre lang – vom September 1930 bis zum November 1933 – im Reichstag. Zu den bedeutenden parlamentarischen Ereignissen, an denen Wider während seiner Abgeordnetenzeit beteiligt war, zählte unter anderem die Abstimmung über das – schließlich auch mit Widers Stimme beschlossene – Ermächtigungsgesetz im März 1933.
Von 1933 bis 1962 war Wider Mitglied bzw. Ehrenmitglied, zeitweise auch Vorsitzender, des Aufsichtsrates der Leonberger Bausparkasse AG. Wider war ferner Dr.-Ing. e. h. der Technischen Hochschule Stuttgart.